# Misti
El  Misti , també conegut com a  Guagua-Putina, és un volcà situat al sud Perú prop de la ciutat d'Arequipa. Amb neus perpètues, con simètric, el Misti està a 5.822 m sobre el nivell del mar i entre la muntanya Chachani (6.075 m) i el volcà Pichu-Pichu (5.669 m). La seva última erupció va ser el 1985. El Misti té tres cràters concèntrics. Al cràter interior, es pot veure activitat en forma de fumaroles. Prop del cràter interior es van trobar sis mòmies inques el 1998 durant una excavació dirigida pels arqueòlegs Johan Reinhard i Jose Antonio Chavez. Aquests descobriments són actualment al Museo de Santuarios Andinos  a Arequipa.
Hi ha dues rutes principals d'escalada al volcà. La ruta Pastores, que és la més utilitzada, ja que el punt de partida és a prop a la ciutat d'Arequipa, comença als 3.300 m. Normalment el camp base s'instal·la a 4.500 m a Nido de Aguilas. La segona ruta, la ruta Aguada Blanca, comença a 4.000 m, prop del pantà Aguada Blanca i el camp base s'instal·la a 4.800 m a Monte Blanco (el nom del camp ve del fet que és més o menys a l'alçada del Mont Blanc). Cap pujada suposa dificultats tècniques però els dos es consideren strenuous a causa dels pendents de sorra solts costeruts.